# Norra Södermanlands Järnväg
Norra Södermanlands Järnväg (NrSlJ) var en järnväg i norra Södermanland, som fullt utbyggd sträckte sig från Saltskog vid Södertälje, förbi Åkers styckebruk och Eskilstuna till Nyby bruk vid Torshälla och vidare till Mälarbadens hamn vid Mälaren. Banan har till största delen idag ersatts av Svealandsbanan, som längs kortare sträckor följer den gamla sträckningen. Övriga delar av järnvägen är idag nedlagda eller trafikeras som museijärnväg av Östra Södermanlands Järnväg.

## Historia
Anläggningsarbetena inleddes 1891 och järnvägen öppnades 1895, med en längd av 90 km. Byggdes med en rälsvikt av 21,5 kg/meter. Samtidigt öppnades sidolinjerna Läggesta – Mariefred, 3 km, Åkers styckebruk – Strängnäs, 15 km, och Eskilstuna S – Eskilstuna N, 2 km. En 4 km lång förlängning från Nybybruk till Mälarbadens hamn norr om Torshälla var i drift mellan 1899 och 1933. I Södertälje fanns spår till Södertelge uthamn station. 1907 invigdes Mellersta Södermanlands Järnväg som anslöt vid Stålboga station. Statens Järnvägar (SJ) tog över banan 1931 och den elektrifierades 1936. Tågtrafiken upphörde 1994 och ersattes av Svealandsbanan 1997, men det dröjde ända tills 2004 innan sträckan Åkers Styckebruk - Eskilstuna blev formellt nedlagd så att spåren kunde rivas upp. Under 2011 låg spåren om än kraftigt övervuxna av sly fortfarande kvar, men har spåren därefter blivit upprivna.

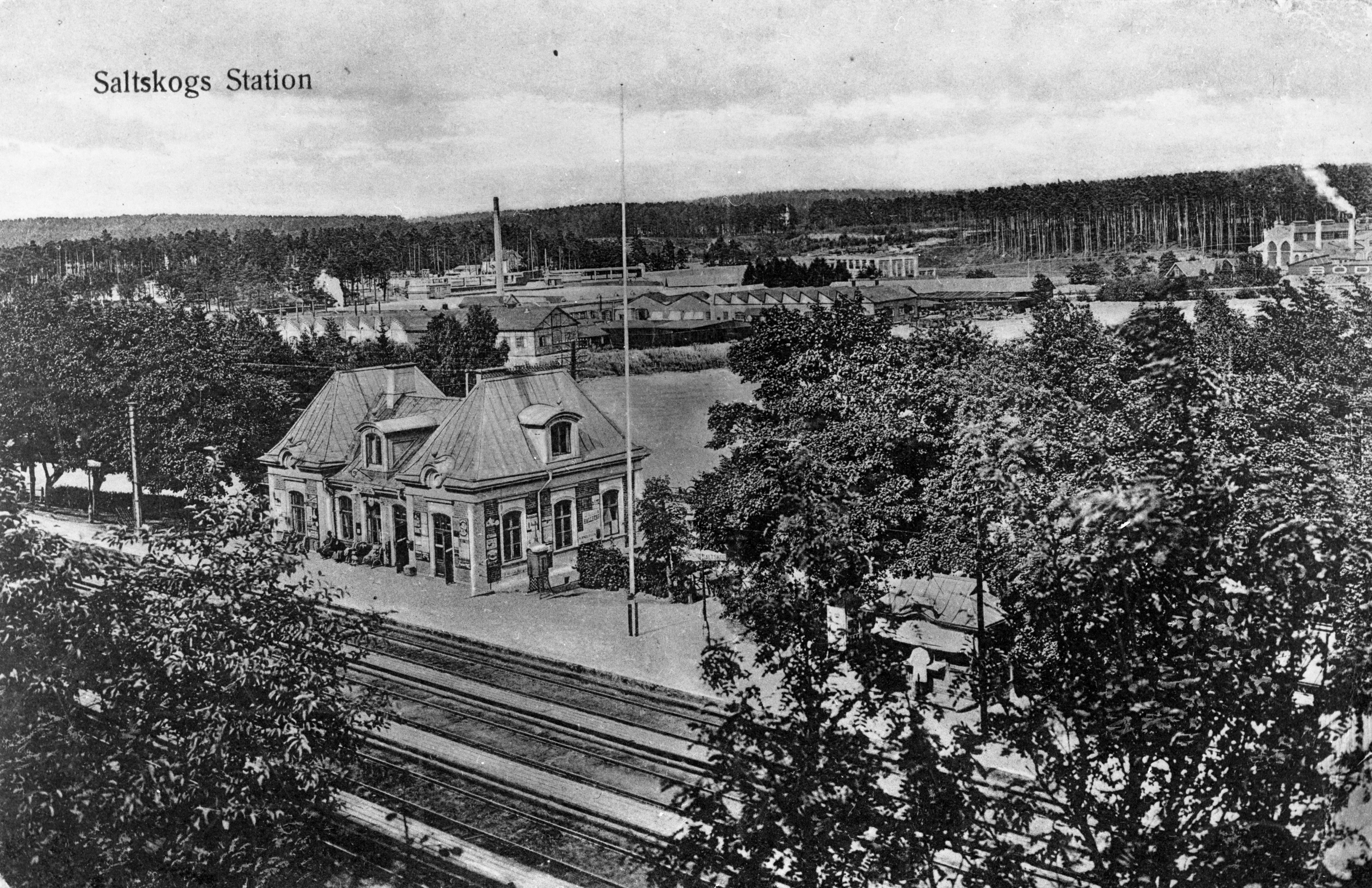
Järnvägens östra ände vid Södertelge öfre/Saltskogs station i Södertälje
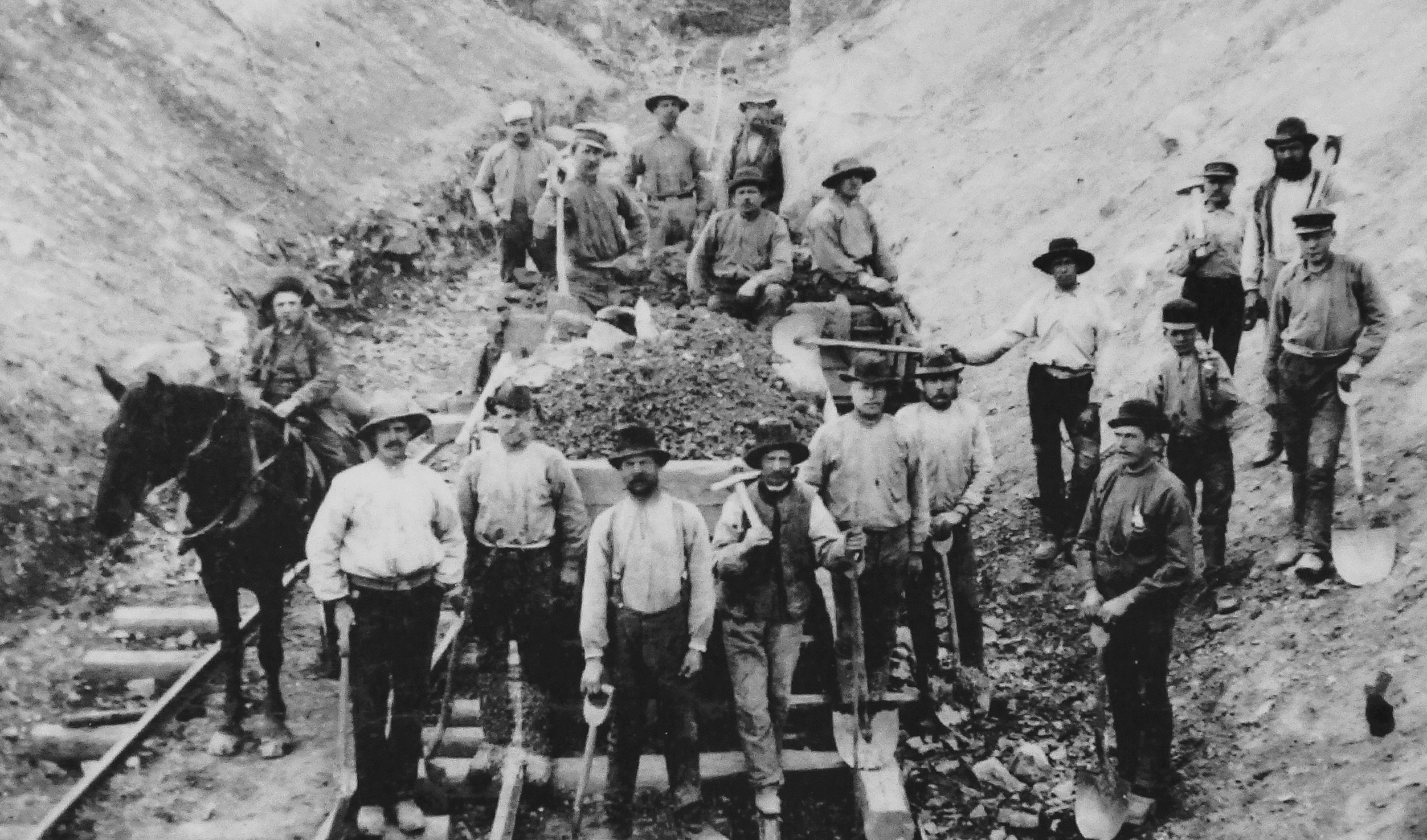
Norra Södermanlands Järnväg, anläggningsarbeten 1893.
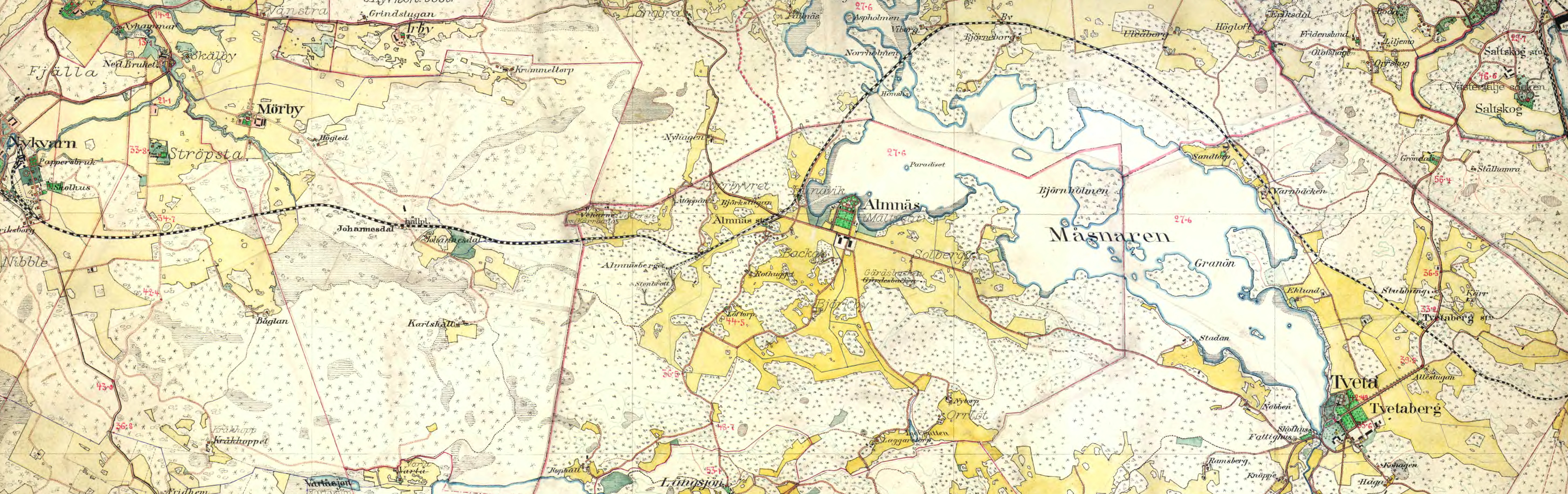
Norra Södermanlands Järnväg i Tveta socken, cirka 1905.

## Nuvarande situation (1994-)
Byggandet av Svealandsbanan, färdigställd 1997, ledde till avsevärt kortade restider för persontrafiken på sträckan Eskilstuna-Strängnäs-Läggesta-Nykvarn-Södertälje(-Stockholm). Samtidigt lades persontrafiken ned vid stationerna Ärla och Åkers Styckebruk, som idag trafikeras med buss. Trafikverket har rivit större delen av den gamla NrSlJ-banan och endast banvallen finns kvar. Svealandsbanan går på den gamla banvallen ett kort stycke vid Nykvarn, samt stora delar mellan Strängnäs och Åkers Styckebruk. Svealandsbanan har ett stickspår för godstrafik till Åkers Styckebruk som utnyttjar den gamla sträckningen. Den västligaste delsträckan, från Svealandsbanan vid Hällbybrunn till Nyby bruk, är även den idag i drift som stickspår för godstrafik till och från industrierna vid bruket, medan förlängningen mellan Nyby bruk och Mälarbaden idag är riven.

## Nutida bilder

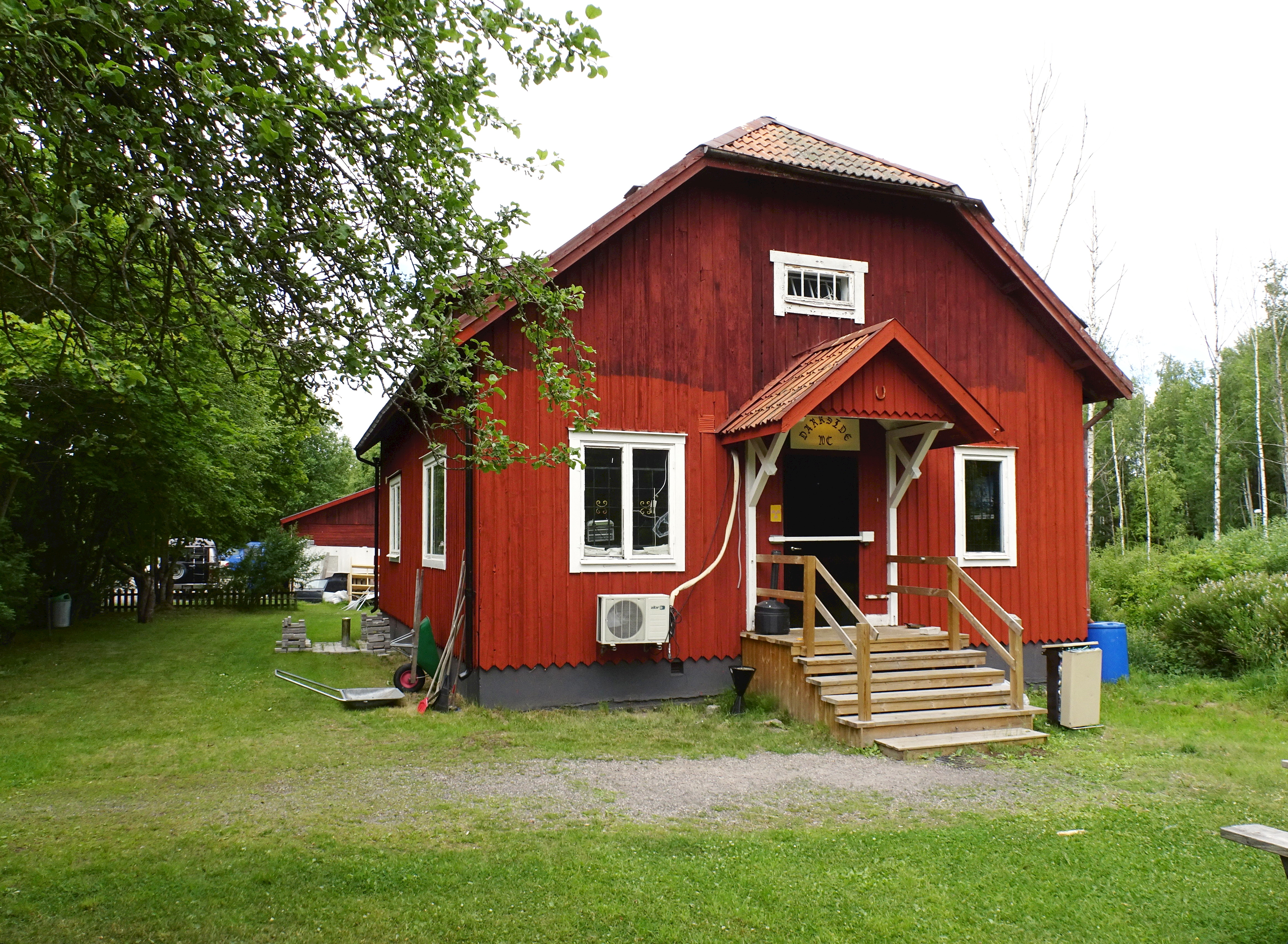
Före detta Tvetabergs stationshus (nyttjas av en MC-klubb).
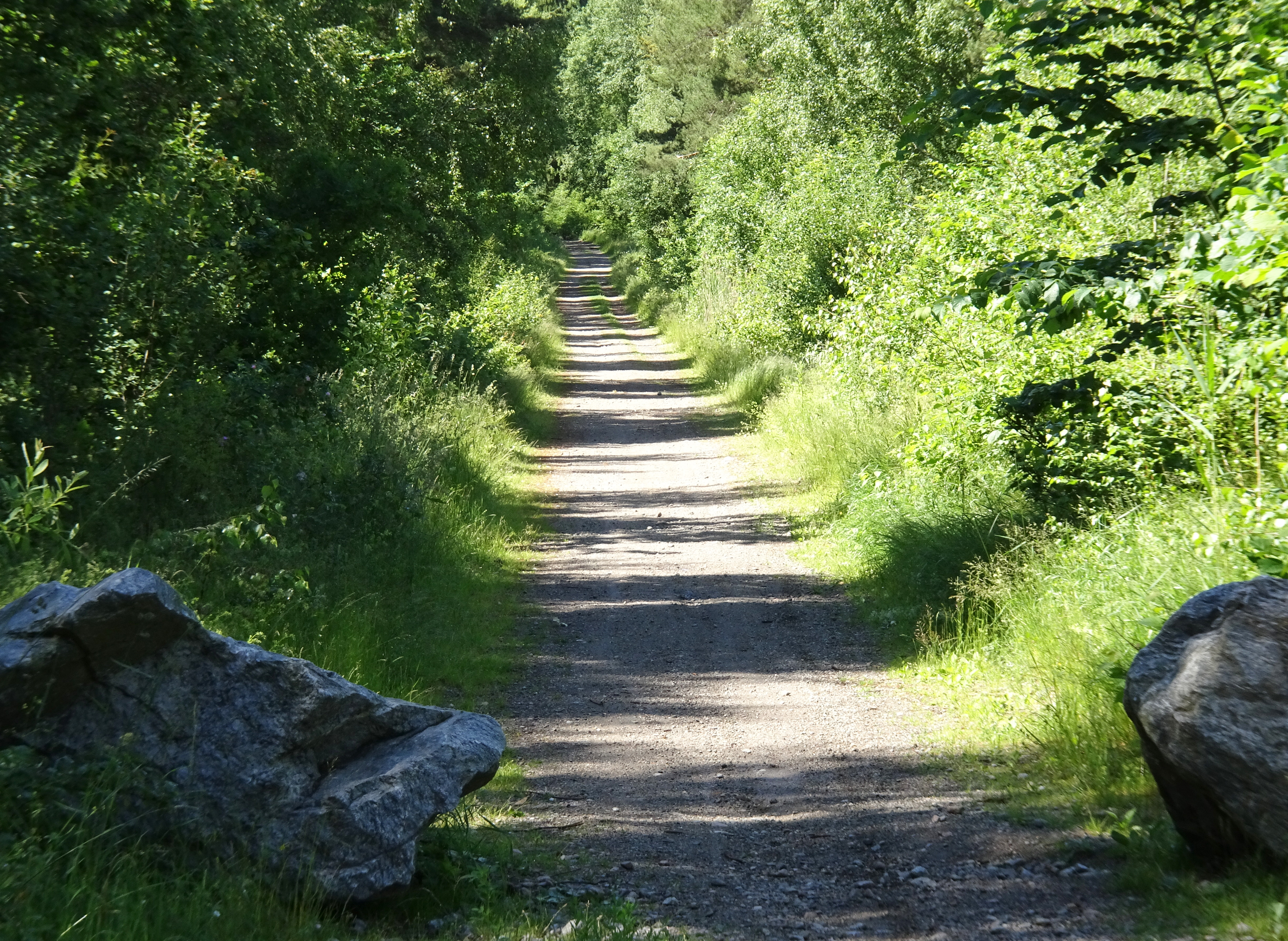
Före detta Norra Södermanlands Järnväg norr om sjön Måsnaren (idag gång- och cykelväg).
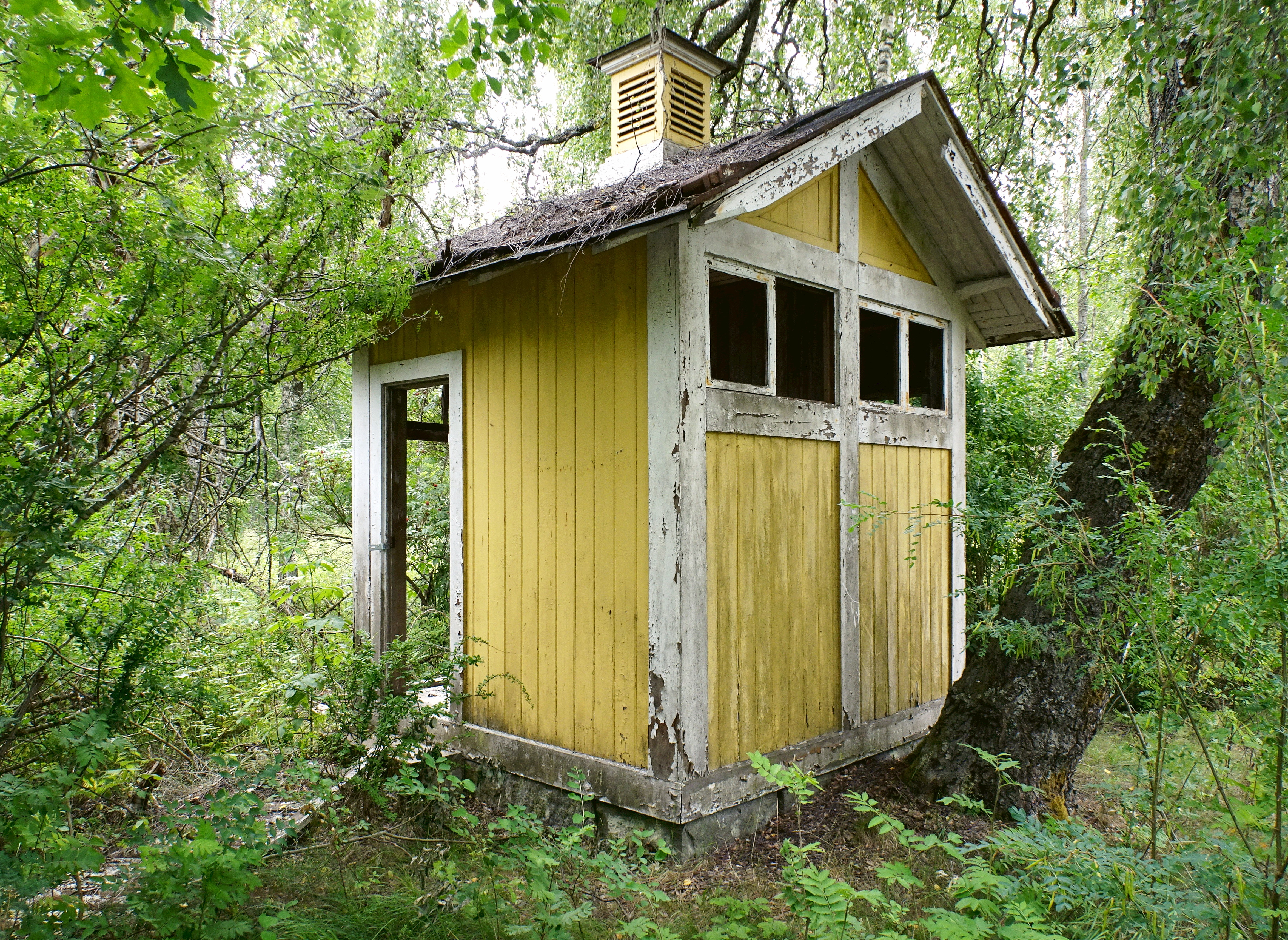
Avträde vid Almnäs station.
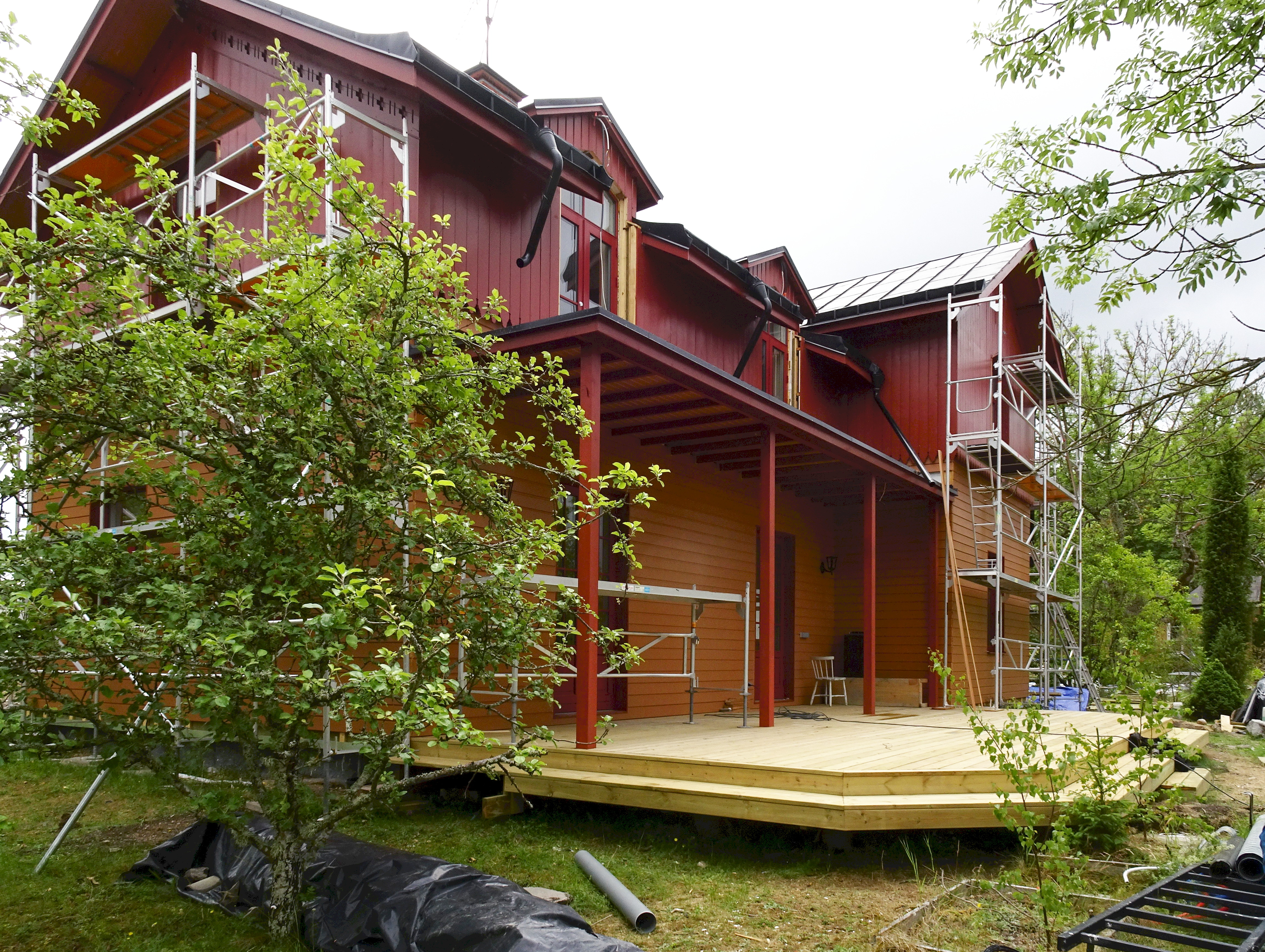
Före detta Åkers Styckebruk stationshus under renovering (idag privatbostad).
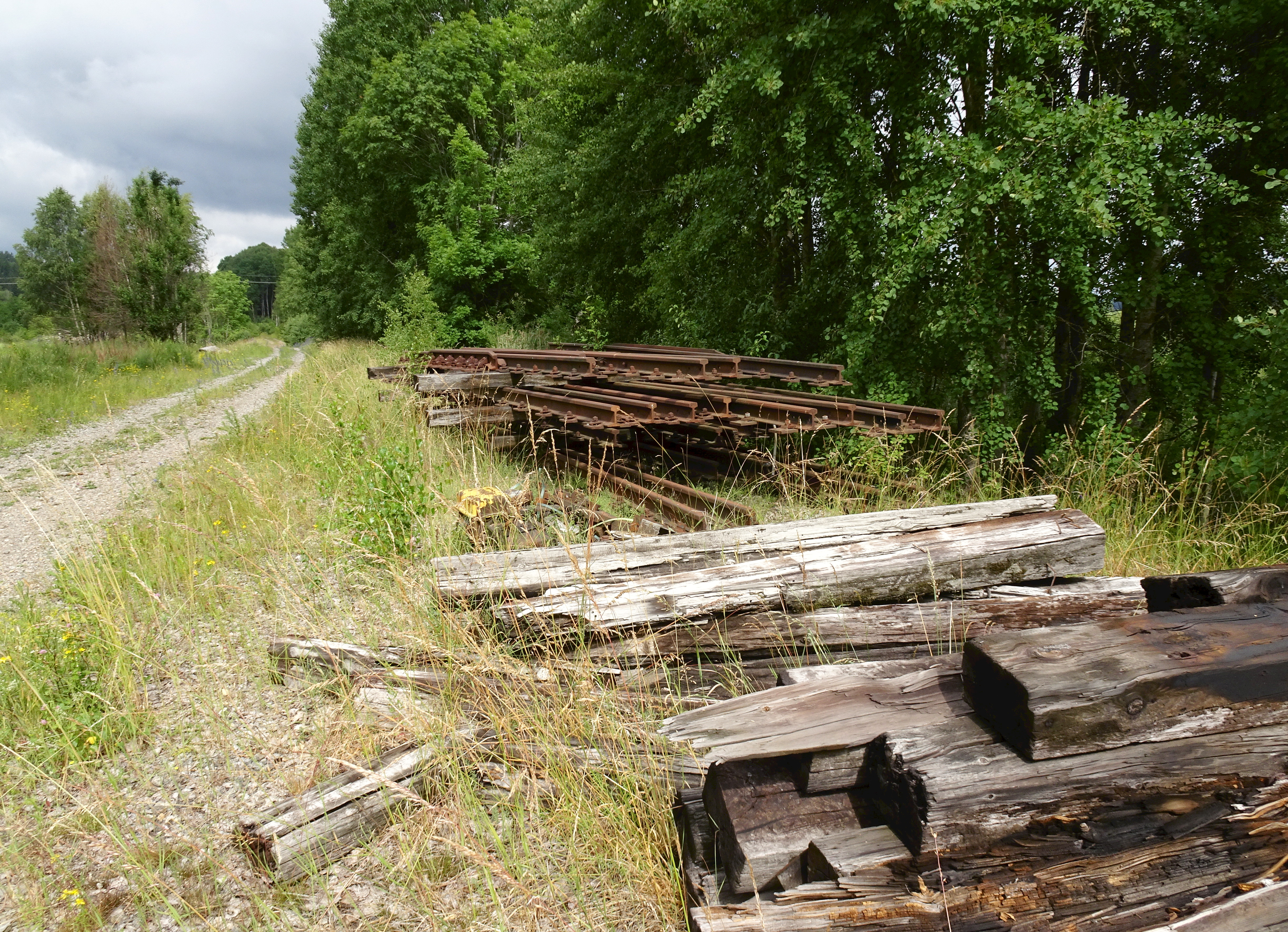
Spårområdet väster om Åkers Styckebruk.